# 後備情人
備呔，俗稱备胎，指的是本身已有戀人者，有虽然不是正式的恋爱对象却有着亲密交友关系的人。由於與後備情人名義上只是朋友，因此一些人不認為是劈腿，但實際上他們與後備情人關係曖昧，已經是精神出軌。

## 概要
在那些有多名追求者的人來說，正式恋爱对象（正胎）（日本称作）以外有着曖昧關係却又不是恋人关系者，就称之为後備情人（备胎）（日本称作）。有些人同时拥有不止一个後備情人。备胎有可能是恋人候补，也有可能只是补足正胎不足之处的存在，甚至只是當作工具利用，即馱獸。如果是恋人候补，在該人與原来的正式恋爱对象分手之后，立即将备胎升格为正式恋人，而備胎因為在對方與前任情人分手前已經有曖昧關係，實際上也成為第三者。如果是后者，那备胎只是用来做正胎所不擅长或做不到的事情的存在而已，被視為工具來利用。
在汉语中，“备胎”一词从2000年代先在台灣开始流行，後來于2010年代傳至中國大陸。
在日语中，登场于泡沫经济时代。

## 脚注
1. ↑  .   [2013-12-07]. （原始内容存档于2020-12-09）.